# Conservatoire royal de La Haye
Le Conservatoire royal de La Haye ((en néerlandais : Koninklijk Conservatorium), KC) est un établissement offrant un enseignement supérieur en musique et en danse. Le conservatoire a été fondé par le roi Guillaume Ier en 1826, ce qui en fait le plus ancien conservatoire des Pays-Bas. 

## Éducation
Le cours de musique de baccalauréat offre une gamme d'options d'études. Le point de départ est un programme individuel dans les domaines de la musique classique, de la musique ancienne, du chant, du jazz, de la composition, de la sonologie, de l'art du son et de l'éducation musicale. Le cours du master de musique couvre un spectre allant des musiciens interprètes (classique, ancien et jazz), des musiciens créatifs jusqu'aux chercheurs (composition, sonologie, Art Science). Les trois programmes de master du Conservatoire royal sont le master de musique, celui de la sonologie et celui de l'opéra. Ce dernier est offert par l'Académie nationale néerlandaise d'opéra, en association avec le Conservatoire d'Amsterdam. En 1990, le Conservatoire royal de La Haye fusionne avec l'Académie royale des arts de La Haye pour devenir «l'École des arts visuels, de la musique et de la danse». En 2010, le gouvernement néerlandais élève l'institution commune en «université des Arts de La Haye.» Les deux portent également leurs noms d'origine, pour souligner leur identité individuelle.

## Recherche
À côté de l'éducation et de la production, la recherche est l'un des piliers du Conservatoire royal. La recherche au sein des programmes éducatifs est orientée vers le développement artistique-musical et intellectuel des étudiants. Dans le baccalauréat, cela implique l'apprentissage des compétences de recherche de base dont un musicien aura besoin dans sa pratique musicale ultérieure. La recherche dans le cours de master est plus spécifiquement orientée vers la conduite d'un projet de recherche où l'étudiant se spécialise dans son propre domaine. Les types de recherche dans le master peuvent varier largement, par exemple la fabrication d'instruments, l'expérimentation, l'interprétation historique (par exemple en fonction de la pratique de la performance), la recherche créative (artistique), la réflexion culturelle / critique et / ou la recherche dans le domaine de la didactique ou la pédagogie. Les sujets sont généralement directement liés au sujet principal et sont importants tant pour le développement artistique et intellectuel de l'étudiant que pour le développement du domaine d'études. 
Après le cours de master, les étudiants peuvent demander à participer au programme de doctorat pour musiciens et compositeurs, qui est facilité par l'Académie des arts créatifs et du spectacle de l'université de Leyde. Un programme de formation à la recherche est proposé par DocARTES, la collaboration du Conservatoire royal, du Conservatoire d'Amsterdam, des universités de Leyde, Louvain et Anvers, et de l'Orpheus Institute à Gand. La soutenance finale du doctorat a lieu à l'Université de Leyde par le biais de l'Académie des arts créatifs et du spectacle. Tout comme avec le cours de master, la pratique artistique propre de l'étudiant est l'élément central du cours de doctorat. 

## Anciens élèves et professeurs célèbres
Le Conservatoire royal compte quelques anciens élèves notoires, dont Michel van der Aa, Susanne Abbuehl, Hendrik Andriessen, Richard Ayres, Gerard Beljon, Rudi Martinus van Dijk, Barbara Hannigan, Rozalie Hirs, Geoffrey Lancaster, Vanessa Lann, Douglas Mews, Susanne Regel, Lawrence Renes, Paul Steenhuisen, Ananda Sukarlan, Victor Varela, Henry Vega, Rodney Waschka II, Eva-Maria Westbroek, Ella van Poucke, Jos Van Veldhoven, Cornélie van Oosterzee et Kristoffer Zegers. 
Les professeurs célèbres incluent Louis Andriessen, Bob van Asperen, Michael Chance, Peter Kooy, Robin Blaze, Pascal Bertin, Dorothee Mields, Jill Feldman, Dina Appeldoorn, Clarence Barlow, Richard Barrett, Konrad Boehmer, Frans Brüggen, Wim Henderickx, Ton Koopman, Yannis Kyriakides, Reinbert de Leeuw, Kenneth Montgomery, Ryo Terakado, Kathryn Cok, Eric Vloeimans, Dorothea Winter et Enrico Gatti.